# Prêmio Ernst Ruska
O Prêmio Ernst Ruska (em alemão:  Ernst-Ruska-Preis) é um prêmio  concedido pela Deutsche Gesellschaft für Elektronenmikroskopie desde 1980 por trabalhos em microscopia eletrônica. Homenagem a Ernst Ruska, é concedido bianualmente.

## Recipientes
- 1980 Nigel Unwin, Richard Henderson
- 1982 Wolfgang Baumeister
- 1984 Helmut Kohl
- 1987 Martin van Heel
- 1989 Hannes Lichte
- 1991 Joachim Zach
- 1993 Yashayuha Talmon, Gerd Knoll
- 1996 W. Owen Saxton, Denis Chrétien
- 2000 Bettina Böttcher ,Stephen Fuller, Marian Mankos
- 2005 Andreas Thust, Wim Coene, Daniel Studer
- 2007 Hiroshi Jinnai, Richard J. Spontak, Paul A. Midgley
- 2009 Rafal E. Dunin-Borkowski, Takeshi Kasama, Molly R. McCartney; Saori Maki-Yonekura e Koji Yonekura
- 2011 Johan Verbeeck, David Matronarde
- 2013 Peter David Nellist, Holger Stark